# Zliechov
Zliechov (allemand : Glashütte, hongrois : Zsolt) est un village de Slovaquie situé dans la région de Trenčín.

## Histoire
La première mention écrite du village date de 1272.

## Démographie

### Évolution de la population
| Année:               | 1994. | 2004.    | 2014.   | 2024.   |
| -------------------- | ----- | -------- | ------- | ------- |
| Nombre de personnes: | 728   | 614      | 610     | 560     |
| Différence:          |       | -15,65 % | -0,65 % | -8,19 % |

| Année:               | 2023. | 2024.   |
| -------------------- | ----- | ------- |
| Nombre de personnes: | 570   | 560     |
| Différence:          |       | -1,75 % |